# 알렉산드르 말체프 (아이스하키 선수)
알렉산드르 니콜라예비치 말체프(러시아어: Алекса́ндр Никола́евич Ма́льцев, 1949년 4월 20일~)는 소련과 러시아의 아이스하키 선수, 지도자로 현역 시절 포지션은 센터와 라이트윙이다. 디나모 모스크바에서 대부분의 선수 생활을 보냈으며, 국제 대회에서 소련 국가대표팀의 일원으로 활동했다.  그는 디나모 모스크바의 선수로서 리그 경기 530경기 출전했으며 CSKA 모스크바에서 뛰지 않은 몇 안되는 소련 국가대표팀 주전 선수 중 한 명이었다. 소련 리그 올스타 6회에 오른 그는 1970-71 시즌에 리그 득점왕에 올랐고, 1971-72 시즌에 발레리 하를라모프와 함께 리그 MVP로 선정되었다.
말체프는 1972년, 1976년, 1980년 동계 올림픽에 소련 대표팀 소속으로 1972년과 1976년에 금메달, 1980년에 은메달을 획득했다. 그는 세계 선수권 대회에서 3회 최우수 공격수로 선정되었으며, 한 번은 골 부문에서, 두 번은 총 득점 부문에서 1위를 차지했다. 또한 세계 선수권 대회 올스타팀에 5회 선정되었다. 말체프의 국제 경기 출전 기록인 통산 321 경기 출전 기록, 213골 기록, 355득점 기록은 소련 대표팀 선수 중 최다 기록이다. 그는 1999년 국제 아이스하키 연맹 명예의 전당에 헌액되었다.

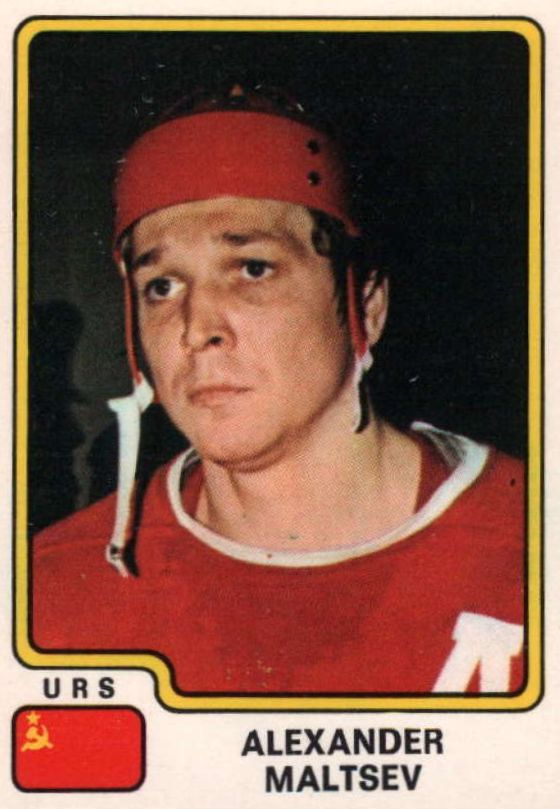
1979년 파니니에서 발매된 말체프 스포츠카드

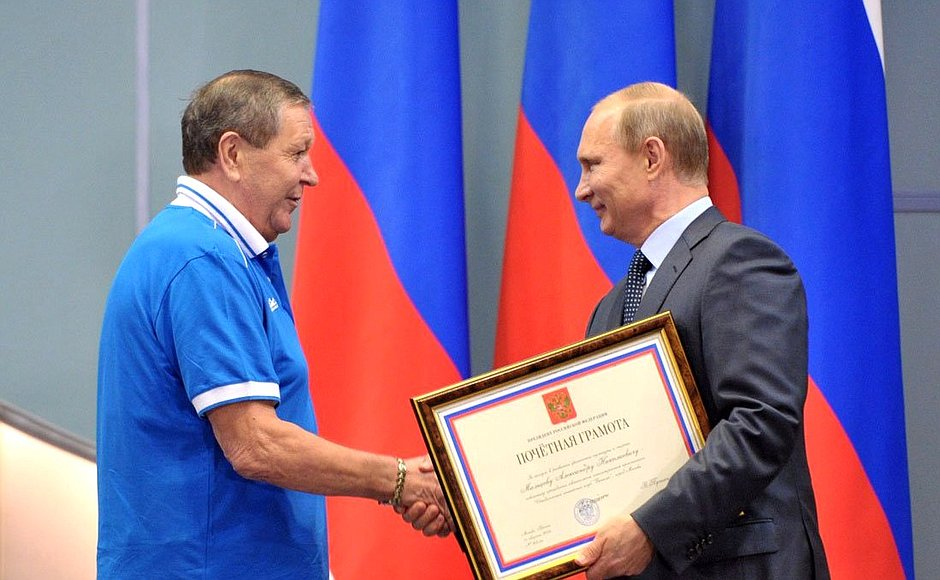
2013년 8월 러시아 연방 대통령 명예 증서 수여식 당시 러시아 대통령 블라디미르 푸틴과 악수하는 말체프(왼쪽)